# Nem, nem, nem, nem megyünk mi innen el
A Nem, nem, nem, nem megyünk mi innen el egy általánosan ismert ivó- és mulatódal.
Liszt Ferenc feldolgozta a 13. rapszódiában.

## Kotta és dallam
| Nem, nem nem, nem, nem, nem, nem megyünk mi innen el, míg a gazda, házigazda furkósbottal ki nem ver. | Ha nem tetszik a gazdának, hogy mi itten mulatunk, vigye el a házát innen, de mi itten maradunk. |

## Felvételek
- Nem, nem, nem. Magyarnóta (Hozzáférés: 2017. január 15.) (szöveg, audió)
- Nem, nem, nem, nem megyünk mi innen el. Csákányi László, Bilicsi Tivadar  YouTube (1977. augusztus 10.)  (Hozzáférés: 2017. január 15.) (audió)
- Nem megyünk mi innen el. Szvorák Katalin  YouTube (2002. január 3.)  (Hozzáférés: 2017. január 15.) (audió)
- Nem nem nem, nem megyünk mi innen el. Indavideó (2014. május 26.)  (Hozzáférés: 2017. január 15.) (audió, képsorozat)